# SF Deizisau
Der SF Deizisau (Schachfreunde Deizisau e. V.) ist ein deutscher Schachverein aus Deizisau, der sowohl im allgemeinen Spielbetrieb als auch im Frauenbereich der jeweils höchsten Spielklasse, der 1. Schachbundesliga, angehört (Stand: Saison 2022/23).

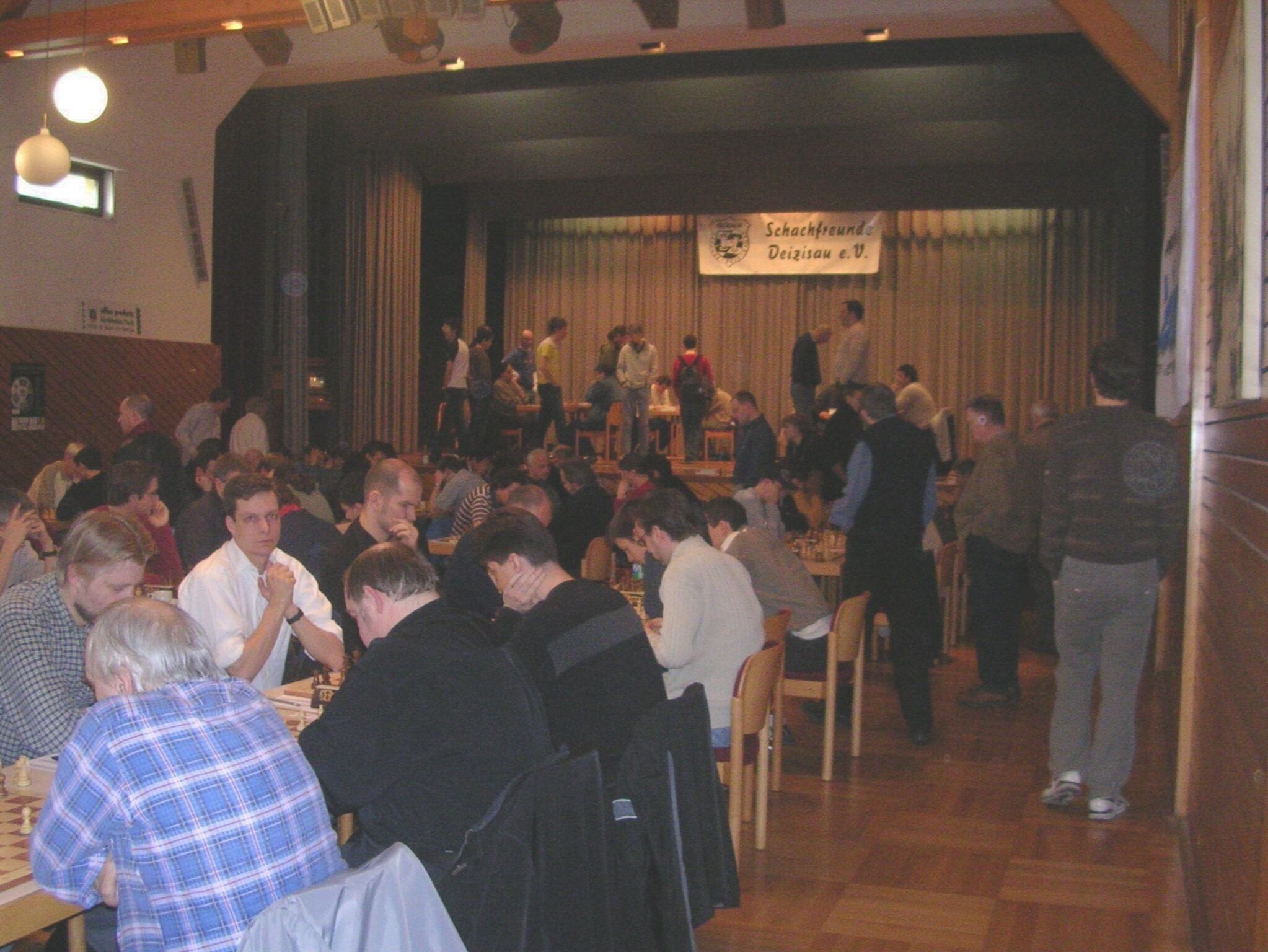
Neckar-Open 2006

## Geschichte
Der Verein wurde am 11. Mai 1948 von siebzehn Schachfreunden in einer Gaststätte in Deizisau gegründet. Im Jahr 1952 gelang es dem Verein, eine eigene Jugendmannschaft aufzustellen. 1957 wurde Deizisau Kreismeister und stieg damit in die Bezirksklasse auf. In den 1970er Jahren hatte der Klub große Existenzsorgen, denn im Jahr 1970 hatte der Verein nur noch 13, meist ältere, Mitglieder. Zur Verjüngung und Ausdehnung des Vereins investierte Deizisau in die Jugendarbeit. Durch die dadurch gewonnenen Mitglieder konnte der Spielbetrieb aufrechterhalten werden. Sportlich war der Verein in den 1970er und 1980er Jahren trotzdem nicht erfolgreich. Mehrere Abstiege führten dazu, dass der Verein in der A-Klasse antreten musste. 1985 wurde die neue Satzung des Vereins beschlossen, und der Verein wurde in das Vereinsregister eingetragen. 1987 wurde außerdem das Wappen in seiner heutigen Form eingeführt.
In den 1990er Jahren begann ein sportlicher Aufschwung und der Verein stieg in die Kreisklasse auf. 1995 wurde vom SF Deizisau das erste Internationale Schnellschach-Open in Deizisau ausgetragen. Dies wurde zu einer festen Größe im Turnierkalender und erfreute sich zunehmender Beliebtheit. Seit 1996 findet das Turnier unter dem Namen Internationales Neckar-Open statt. In Folge der überregionalen Bekanntheit des Neckar-Opens verzeichnete der Verein einen Mitgliederzuwachs, der sich auch sportlich bemerkbar machte. 2003 stieg die Mannschaft bereits in die Verbandsliga Württemberg/Süd auf.
In der Saison 2011/12 gelang der Damen-Mannschaft des Vereins der Aufstieg in die Schachbundesliga der Frauen, während die erste Mannschaft den Aufstieg in die 2. Liga nur knapp verpasste. In der Saison 2015/16 gelang der Aufstieg in zweite Liga Süd, wo man in der folgenden Saison die Meisterschaft erreichte. Damit trat die erste Mannschaft des Vereins in der Saison 2017/18 erstmals in der höchsten Spielklasse an. Auch die Damen-Mannschaft des Vereins tritt weiterhin in der höchsten Spielklasse im Damen-Bereich an.
2021 errang die erste Mannschaft drei herausragende Erfolge:
- Am 31. März 2021 gewannen die Schachfreunde Deizisau in einem Teilnehmerfeld von 91 Mannschaften den European Online Chess Club Cup 2021, der infolge der COVID-19-Pandemie anstelle des European Club Cup online ausgetragen wurde.[6]
- Am 4. Juli 2021 gewannen die Schachfreunde Deizisau im Finale gegen die OSG Baden-Baden die Deutsche Pokal-Meisterschaft für Mannschaften im Schach (DPMM) für die Saison 2019/20, die infolge der COVID-19-Pandemie unterbrochen worden war und erst im Folgejahr zu Ende gespielt werden konnte.[7]
- Am 17. Oktober 2021 beendeten die Schachfreunde Deizisau die Saison der Schachbundesliga 2019/21 als Vizemeister.

## Rangliste der Mitglieder
Die stärksten Schachspieler der SF Deizisau mit Stand Oktober 2023:
- GM Vincent Keymer (Elo: 2717)
- GM Matthias Blübaum (Elo: 2668)
- GM Péter Lékó (Elo: 2666)
- GM Jules Moussard (Elo: 2642)
- GM Gata Kamsky (Elo: 2641)
- GM Dmitrij Kollars (Elo: 2633)
- GM Jan Gustafsson (Elo: 2620)
- GM Peter Heine Nielsen (Elo: 2618)
- GM Abhijeet Gupta (Elo: 2609)
- GM Štěpán Žilka (Elo: 2599)
- GM Rustem Dautov (Elo: 2584)
- GM Marc'Andria Maurizzi (Elo: 2555)
- GM Andreas Heimann (Elo: 2552)
- GM Zdenko Kožul (Elo: 2533)
- GM Michal Krasenkow (Elo: 2531)
- GM Alexander Graf (Elo: 2523)

## Weblink
- Website der Schachfreunde Deizisau e. V.